# ブルース・イビンズ
ブルース・エドワーズ・アイビンズ（英語: Bruce Edwards Ivins、1946年4月22日 - 2008年7月29日）は、アメリカ合衆国の微生物学者。
アメリカ陸軍感染症医学研究所に18年間勤務し、炭疽菌に関連する研究を行っていた。2001年9月18日と10月9日に起きたアメリカ炭疽菌事件について、炭疽菌の第一人者として連邦捜査局（FBI）の捜査に協力する一方、事件への関与を疑われた。アイビンズは親イスラエル的な反イスラム主義者（クリスチャン・シオニスト）で共和党の支持者でもあり、イスラム過激派を名乗る炭疽菌の小包はもっぱらリベラルなメディアや民主党の政治家におくられていたことから動機は推測できた。
2008年6月、FBIと同事件の容疑者とされていた別の男性との訴訟において、約600万ドル（約6億4500万円）の和解金で示談が成立したが、その直後から研究所内での立入区域を制限されるとともに、9月に退職するよう迫られた。また、事件の容疑者として近くFBIから起訴される見通しであることを知らされていた。7月29日、数種類の鎮痛剤を大量に服用し死去、自殺とみられた。

2008年8月6日、FBIは、アメリカ炭疽菌事件はアイビンズの単独犯行によるものであったと宣言、7年に及ぶ捜査を終結する見通しを示した。